# Pallacanestro Treviso 1979-1980

Roster Liberti Pallacanestro Treviso 1979-80
| Num. | Naz.                   | Nome               |
| ---- | ---------------------- | ------------------ |
| 5    | Italia (bandiera)      | Paolo Pressacco    |
| 7    | Italia (bandiera)      | Aldo Ermano        |
| 9    | Italia (bandiera)      | Paolo Vazzoler     |
| 10   | Italia (bandiera)      | Valentino Battisti |
| 11   | Italia (bandiera)      | Andrea Frezza      |
| 12   | Italia (bandiera)      | Ezio Riva          |
| 13   | Italia (bandiera)      | Andrea Gracis      |
| 14   | Italia (bandiera)      | Adriano Zin        |
| 15   | Stati Uniti (bandiera) | Dave Sorenson      |
| 16   | Stati Uniti (bandiera) | Tom Scheffler      |
|      | Italia (bandiera)      | Mario Bocchi       |
|      | Italia (bandiera)      | Mauro Tiziano      |